# Służące (film)
Służące (ang. The Help) – amerykańsko-indyjsko-arabski komediodramat z 2011 roku w reżyserii Tate’a Taylora, inspirowany powieścią o tym samym tytule z 2009 roku, autorstwa Kathryn Stockett. Za swoją rolę Octavia Spencer otrzymała Oscara w kategorii najlepsza aktorka drugoplanowa.

## Obsada
- Emma Stone jako Eugenia „Skeeter” Phelan
- Lila Rogers jako młoda Eugenia „Skeeter” Phelan
- Bryce Dallas Howard jako Hilly Holbrook
- Viola Davis jako Aibileen Clark
- Octavia Spencer jako Minny Jackson
- Mike Vogel jako Johnny Foote
- Allison Janney jako Charlotte Phelan
- Chris Lowell jako Stuart Whitworth
- Jessica Chastain jako Celia Foote
- Sissy Spacek jako Pani Walters
- Ahna O’Reilly jako Elizabeth Leefolt
- Brian Kerwin jako Robert Phelan
- Leslie Jordan jako Pan Blackly
- Dana Ivey jako Grace Higgenbottom
- Cicely Tyson jako Constantine Bates
- Mary Steenburgen jako Elain Stein
- Anna Camp jako Jolene French
- David Oyelowo jako Preacher Green
- Aunjanue Ellis jako Yule May Davis

i inni

## Fabuła
Lata 60. XX wieku na Południu Stanów Zjednoczonych. Początkująca dziennikarka Skeeter spisuje historie czarnoskórych służących wywołując skandal wśród wyższych sfer. Szykanowane i poniżane przez całe życie kobiety, dzięki postawie i namowom młodej dziennikarki, postanawiają walczyć o swoją godność.